# Región de Sava
Sava es una región de Madagascar. Su capital es Sambava. Hasta el año 2009 Sava pertenecía a la provincia de Antsiranana. La región está situada en la parte norte de la costa este de Madagascar. Está bordeada por la región de Diana hacia el norte, la región de Sofía, al oeste, y la región de Analanjirofo al sur. La población se estima en 805.300 habitantes en 2004, y la superficie total es de 25.518 kilómetros cuadrados (9.853 millas cuadradas). La región contiene áreas silvestres como el Parque Nacional de Marojejy.
La región se divide en cuatro distritos (población en julio de 2014):
- Distrito de Andapa 195,030
- Distrito de Antalaha 237,755
- Distrito de Sambava 312,618
- Distrito de Vohemar 261,996

El nombre de la región está compuesta por las iniciales de sus cuatro principales ciudades: Sambava, Antalaha, Vohemar y Andapa. Cada uno de estos pueblos reclama el título honorífico de Capital Mundial de la vainilla, una especia de los cuales la región es el mayor productor en el mundo (especialmente la muy buscado después de la variedad Bourbon vanilla).
La importancia económica del cultivo de la vainilla en la región de Sava alentó a la reconstrucción de la carretera que une las ciudades, llamada Route de la vainilla en el segundo semestre de 2005. Sin embargo, debido a las fluctuaciones volátiles en el precio de la vainilla, a su vez, a menudo causada por los ciclones dramáticos ocurridos el suroeste del Océano Índico, muchos agricultores pobres de vainilla en la región de Sava periódicamente se han visto obligados a recurrir a la tala ilegal de la mayoría de los árboles de ébano, palisandro, y el palo rosa.

## Las áreas protegidas
- Parque nacional de Marojejy
- Parque nacional de Masoala
- Reserva Anjanaharibe-Sud
- Parque Macolline

## Ríos
Los principales ríos de la región de Sava son (de norte a sur):
- Río Manambato
- Río Manambaty
- Río Fanambana
- Río Bemarivo
- Río Androranga
- Río Lokoho
- Río Onive (Sava)